# Héctor Ayala
Héctor Ayala (Concordia, 11 de abril de 1914 - Buenos Aires, 12 de marzo de 1990) fue un compositor, folclorista y guitarrista argentino.
Fue padre del guitarrista y cantautor de folk-rock Héctor Ayala (1943-2016), del dúo Vivencia.

## Biografía
Ayala nació en Concordia, provincia de Entre Ríos. Comenzó su carrera como guitarrista en Buenos Aires e hizo su debut en 1936 como acompañante de cantantes de tango y folclorista. Más tarde, se unió a los Escuadrones de Guitarra, ensamble de integrado por 12 a 15 guitarras dirigidas por Abel Fleury. En los años cincuenta trabajó en radios de Buenos Aires y fue miembro de un cuarteto de tango dirigido por Aníbal Troilo.
Héctor Ayala compuso un número importante de obras para guitarra, incluyendo piezas inspiradas en la música argentina y de otros países latinoamericanos. También escribió diferentes métodos didácticos para enseñar guitarra. Su obra más recononocida es la Serie americana (Buenos Aires: Editorial Aromo, 1962), que consta de siete movimientos.
Héctor Ayala murió en Buenos Aires, el 12 de marzo de 1990.

## Obra
La editorial argentina Aromo publicó las siguientes piezas compuestas por Héctor Ayala:
- Aire de milonga
- Aire de vidala
- Arco iris (zamba).
- Bienvenida (canción).
- Caldenes (estilo).
- Canciones de Navidad
- Candombe n.º 1
- Cariñito
- Cascabel
- Celeste y blanco
- Cholita
- De antaño
- Dos composiciones: Alelí, Querencia
- Dos composiciones: Canción de cuna, Pequeño preludio
- Dos composicones: Cholita, El coyuyo
- El regalón
- El sureño
- Galopa n.º 1
- Homenaje pampeano
- La condición
- Luna y sol
- Madrigal
- Navidad en mi guitarra
- Nochebuena
- Pampas n.º 1
- Romanza
- Serie americana:
- Preludio
- Chôro/Brasil
- Takirari/Bolivia
- Guarania/Paraguay
- Tonada/Chile
- Vals/Perú
- Gato y malambo/Argentina
- Zamba de Vargas
- Zambita de la hermandad (letra de Esther Medina).